# Stereoskopi

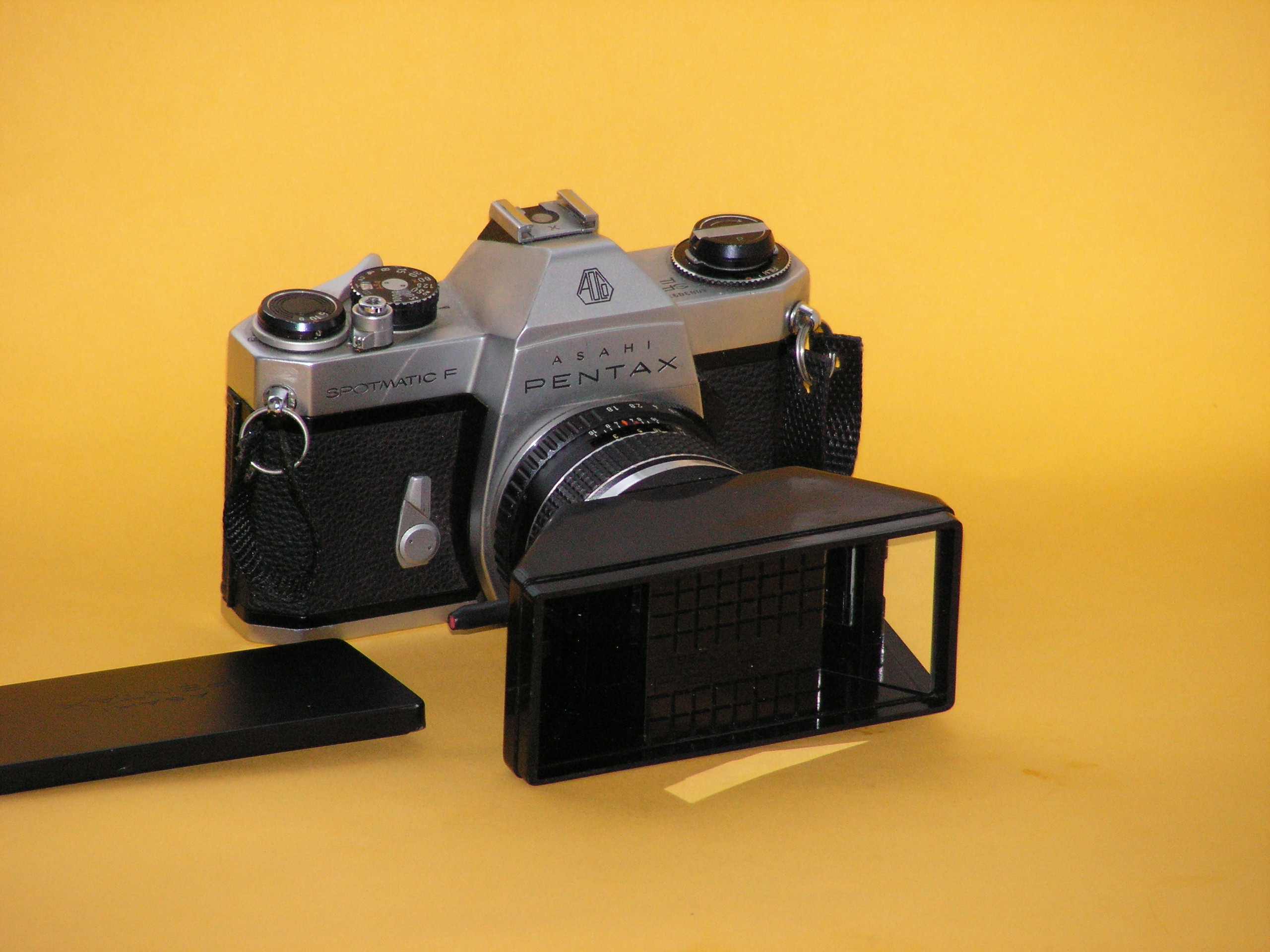
Stereoadapter från Pentax, den delar upp ett normalobjektivs bild i två rutor.

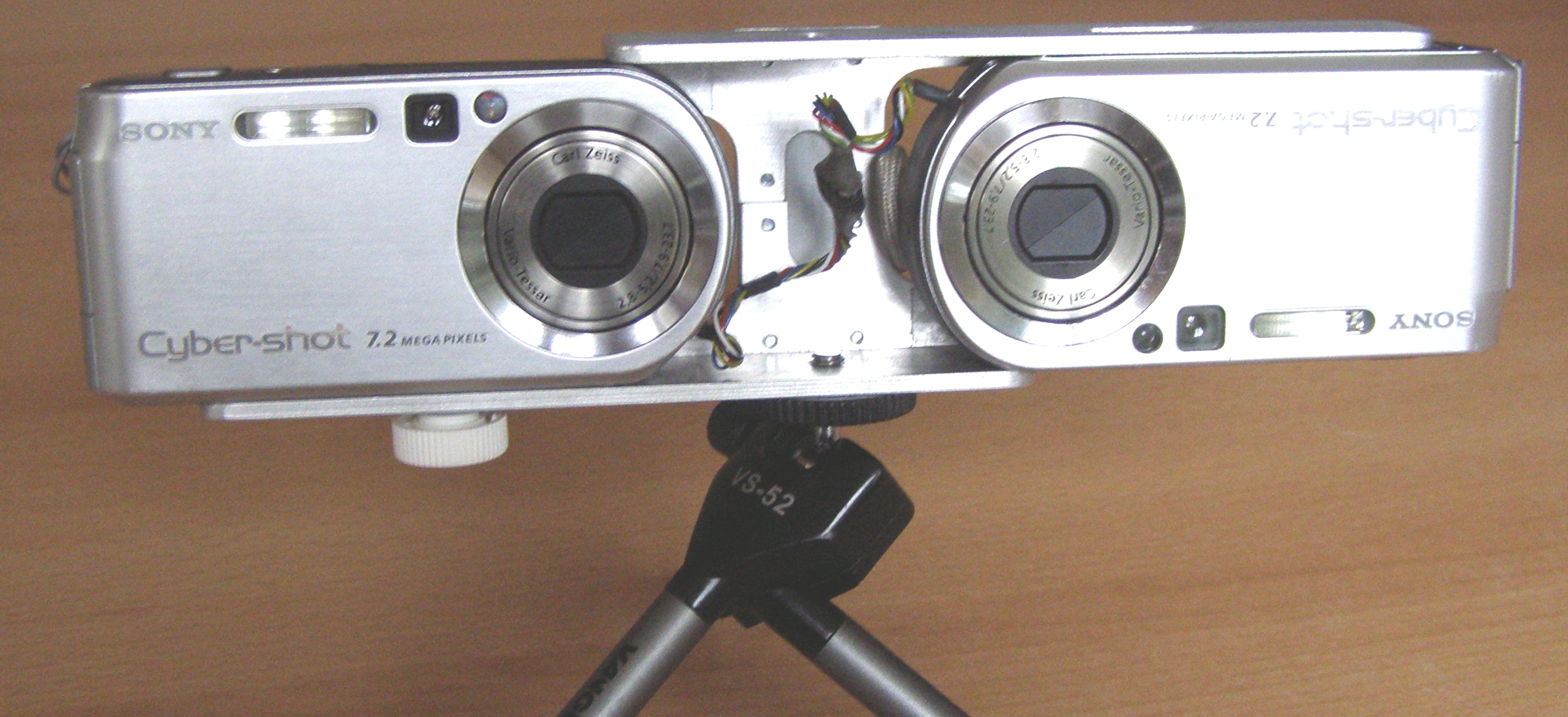
Två hopmonterade digitala kompaktkameror med gemensam utlösare.

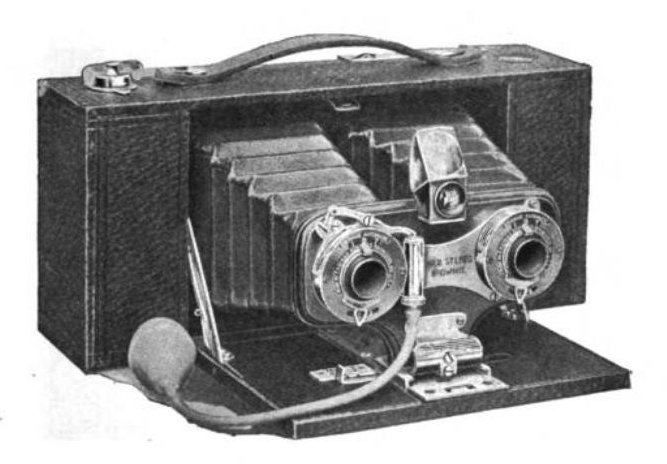
Kodak STEREO Brownie från 1905.

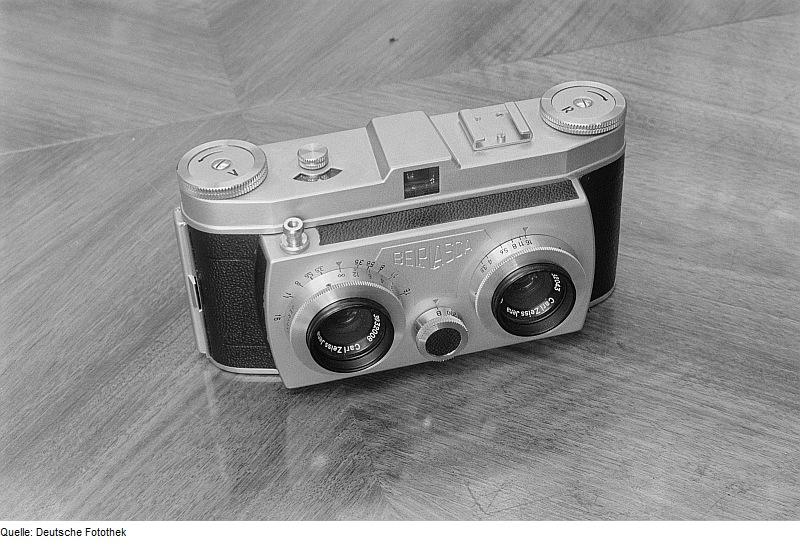
Kompakt stereokamera av märket Belplasca från 1954.

Stereoskopi (Stereofotografier, stereogram,  stereoskopiska bilder eller 3D-bilder, tredimensionella bilder) är teknik och användning av bilder avsedda att betraktas i stereo, med en platt tvådimensionell bild för vardera ögat. Genom att bilderna är något olika kan man genom binokulärt seende, seende med två ögon, få en illusion av djup. Även film kan betraktas i stereo.
Metoden uppfanns först av Charles Wheatstone 1838. Stereobilder används inom stereofotogrammetri och även för underhållning genom produktion av stereogram.

## Historia
Tekniken uppfanns av Charles Wheatstone 1838. Efter sekelskiftet 1900 har stereofotografin blivit marginaliserad, men många intressanta system har utvecklats. Den enklaste metoden för att ta stereobilder är stereosläden som används när orörliga motiv skall exponeras. Kameran sätts på ett stabilt stativ och kameran kan förskjutas med ca 4 cm i sidled. Stereobilderna skapas genom att två exponeringar tas efter varann i de två positionerna. Bilderna kan exempelvis visas i två Agfa Gucki diavisare.
Det i särklass mest använda stereofotografisystemet är Sawyer’s Viewmaster, som fortfarande kan köpas i leksaksaffärer. I detta lilla "tittskåp" kan stereobilder, det vill säga bilder som ger djupverkan, betraktas. Olika runda bildskivor finns att köpa, främst med motiv av sagobilds- och turistkaraktär.

## Teknik
Traditionell stereoskopisk fotografi består i att skapa en illusion av 3-D från ett par 2-D-bilder. Det enklaste sättet att skapa djupverkan i hjärnan är att mata åskådarens ögon med två olika bilder, vilket motsvarar två perspektiv av samma objekt, med en liten avvikelse som liknar de perspektiv som båda ögonen får naturligt vid binokulärt seende.
Om ögontrötthet och distorsion skall kunna undvikas, bör de två 2-D bilderna helst presenteras för varje öga hos tittaren så att alla föremål på oändligt avstånd uppfattas av betraktaren när blicken är orienterad rakt fram. När bilden inte innehåller något föremål på oändligt avstånd, till exempel en horisont eller ett moln, måste bilderna vara placerade ett motsvarande avstånd närmare varandra.

## Betraktning av stereobilder

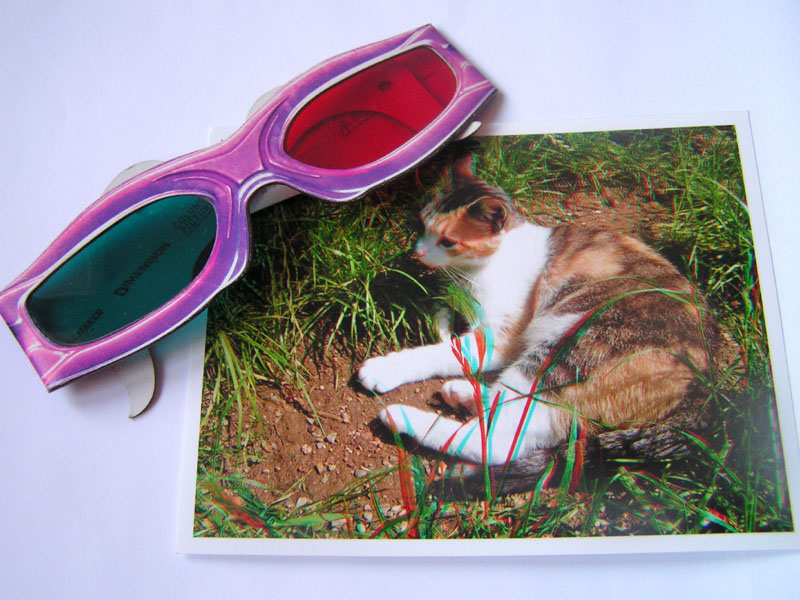
En anaglyfisk bild och anaglyfiska glasögon.

Man kan betrakta bildpar i stereo på många sätt, men tre av de vanligare är anaglyfisk betraktning, då de två bilderna har varsin färgskala och betraktas genom tvåfärgade glasögon, betraktning genom glasögon med två polarisationsfilter som utesluter varsin bild, och betraktning genom så kallade shutterglasses genom vilka man omväxlande ser bilder för höger och vänster öga. Med lite träning kan man betrakta stereobilder utan hjälpmedel. Antingen genom att man ser mindre bildpar parallellt eller ser bildparet "i kors".
Stereobetraktning användes redan i fotografins barndom som underhållning, men även för tolkning av flygbilder och som hjälpmedel vid mätning ur bildpar genom till exempel stereokartering.
När man betraktar stereogram utan hjälpmedel, kan detta ske genom att titta på bilderna med parallell blick eller genom att titta på bilderna med korsad blick.
Efter lite träning kan man med parallellmetoden betrakta (mindre) stereobilder utan hjälpmedel. Vill man betrakta större bilder är metoden med korsad blick (eng. Crosseye view) en bättre lösning. Det finns flera metoder för att lära sig betrakta stereobilder utan hjälpmedel.

### Parallell blick
Den parallella metoden bygger på två bilder som inte är större än cirka 65 millimeter, vilket är det genomsnittliga avståndet mellan de båda ögonen. Betraktaren ser bilden genom att hålla blicken parallell och fokusera på kort avstånd. Vill man betrakta något större bilder med parallellmetoden uppstår normalt ett obehag. 

### Korsad blick
Vid metoden med korsande ögon betraktar skiftas bilderna. Bilden som är tagen från den vänstra kamerapositionen placeras till höger, och bilden från den högra kamerapositionen placeras till vänster. Man betraktar därefter bilderna - vänster öga ser på bilden till höger och höger öga ser på bilden till vänster - genom att titta i kors så mycket att bilderna "smälter ihop".

### Betraktning av stereobilder med stereoskop

#### Stereoskop

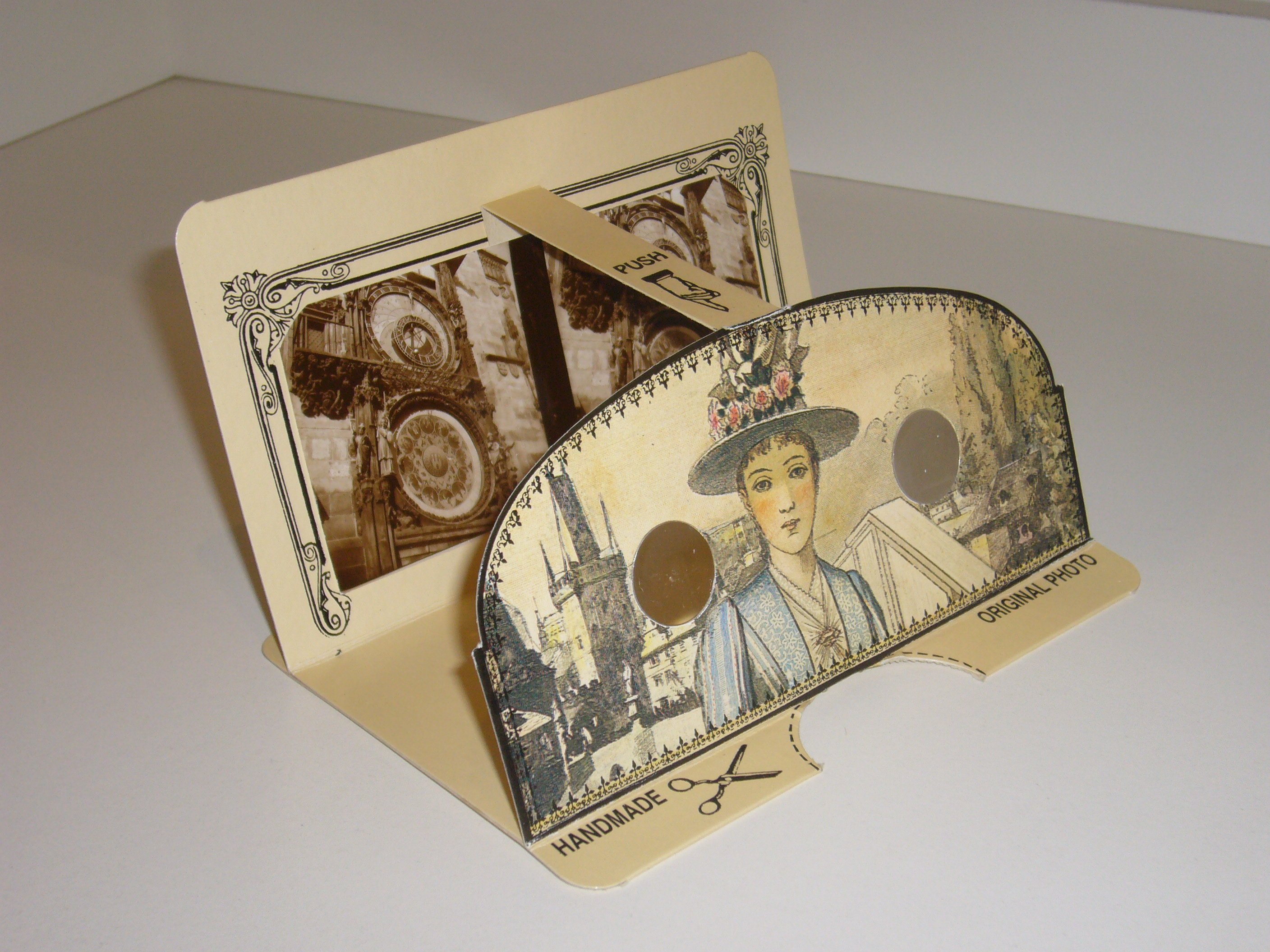
Ett enkelt stereoskop

Den enklaste formen av stereoskop är en anordning som håller bildparet på lagom avstånd, med tillräckligt ljus på bilderna, och ibland en skiljevägg som gör att man inte kan korsa blicken.

#### Linsstereoskop

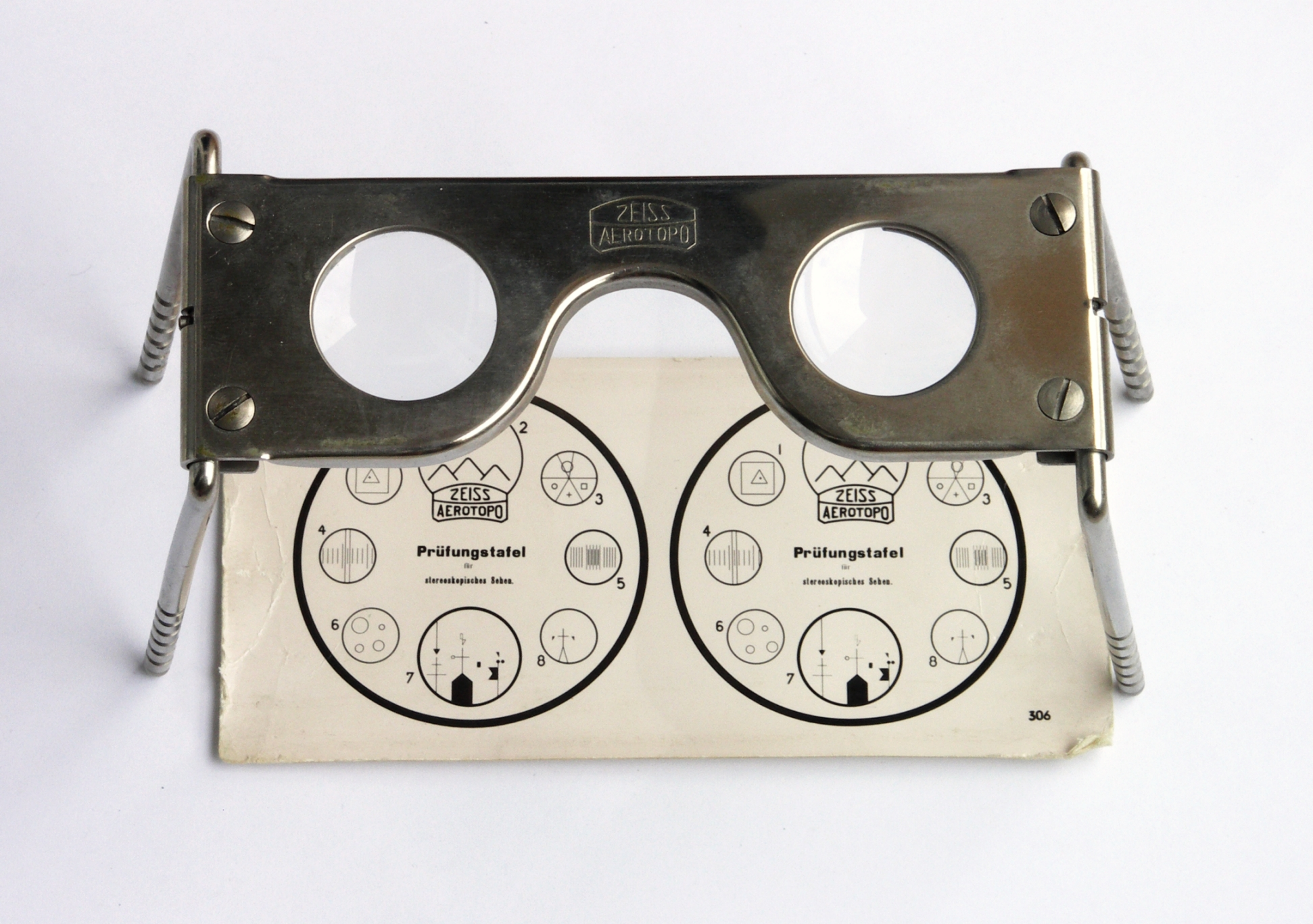
Linsstereoskop

Ett linsstereoskop är ett stereoskop med konvexa linser, motsvarande de i förstoringsglas, framför vardera ögat. Det har därigenom flera fördelar:
- Genom att man använder konvexa linser, ändras betraktningsavståndet från kort distans (cirka 30 till 40 centimeter) till ett virtuellt oändligt avstånd. Detta gör att ögonen fokuserar med parallella synlinjer för ögonen, vilket avsevärt minskar ögonansträngningen.
- Bilden blir förstorad och erbjuder ett bredare synfält och ger bättre möjlighet att granska detaljerna i bilden.

Ibland har även linsstereoskop en skiljevägg som gör att man inte kan korsa blicken.
Stereografiska bilder används ofta av ortoptister och synterapeuter vid behandling av störningar i binokulärseendet och ackomodationsförmågan.

#### Spegelstereoskop

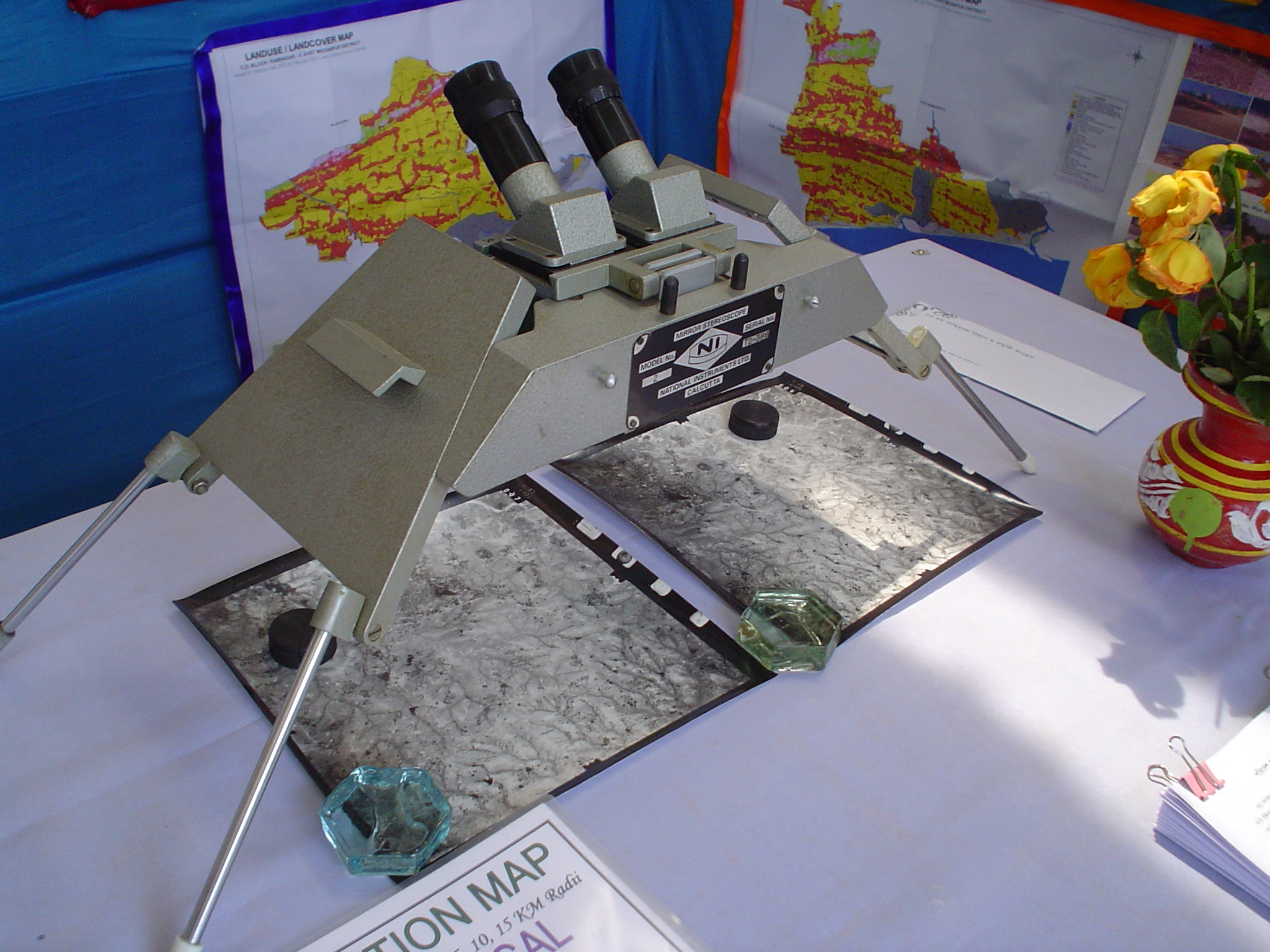
Spegelstereoskop

För att i stereoskop kunna betrakta bilder med en större bildbredd än cirka 65 millimeter använder man spegelstereoskop.  En vanlig variant är avsedd för flygbilder med en bildsida på 23 centimeter.  Det är försett med två stora speglar, prismor och två okular som för ihop bilderna så att man kan betrakta dem.  Ofta kan man, för att granska detaljer i bilderna, växla förstoring på ett spegelstereoskop.

### Betraktning av stereobilder med glasögon

#### Anaglyfiska glasögon

Röd- och cyanfärgade anaglyfiska glasögon

Om de två bilderna istället läggs på varandra men den ena i gröna toner och den andra i röda uppstår en 3D-effekt om man betraktar bilden genom glasögon med en röd och en grön lins. Gröntonerna uppfattas inte av ögat med den gröna linsen och vice versa. Det ger en rätt blek bild, eller till och med en svartvit bild, men det ställer mindre krav på hur ögonen och bilden är placerade i förhållande till varandra.
Då röd och grön utesluter varandra, kan man inte få färg. Därför användas ibland glasögon med en röd och en cyanfärgad, blågrön, lins. Cyan är en blandning av blå och grön, och därför är det möjligt att få in alla tre grundfärgerna (RGB) i bilden trots att det är bara två olika linser man ser igenom.

#### ColorCode 3-D
En färgkodad teknik som vid första anblicken påminner väldigt mycket om de klassiska röd-gröna eller röd-blåa glasögonen. Denna teknik kan dock visa 3-D i fullfärg på alla medier (från tryck, mobiltelefoner, och webb till interaktiva upplevelser, digital-TV och storbildsfilm) utan krav på investeringar i kostsam hårdvara.

#### Glasögon med filter med olika polarisation

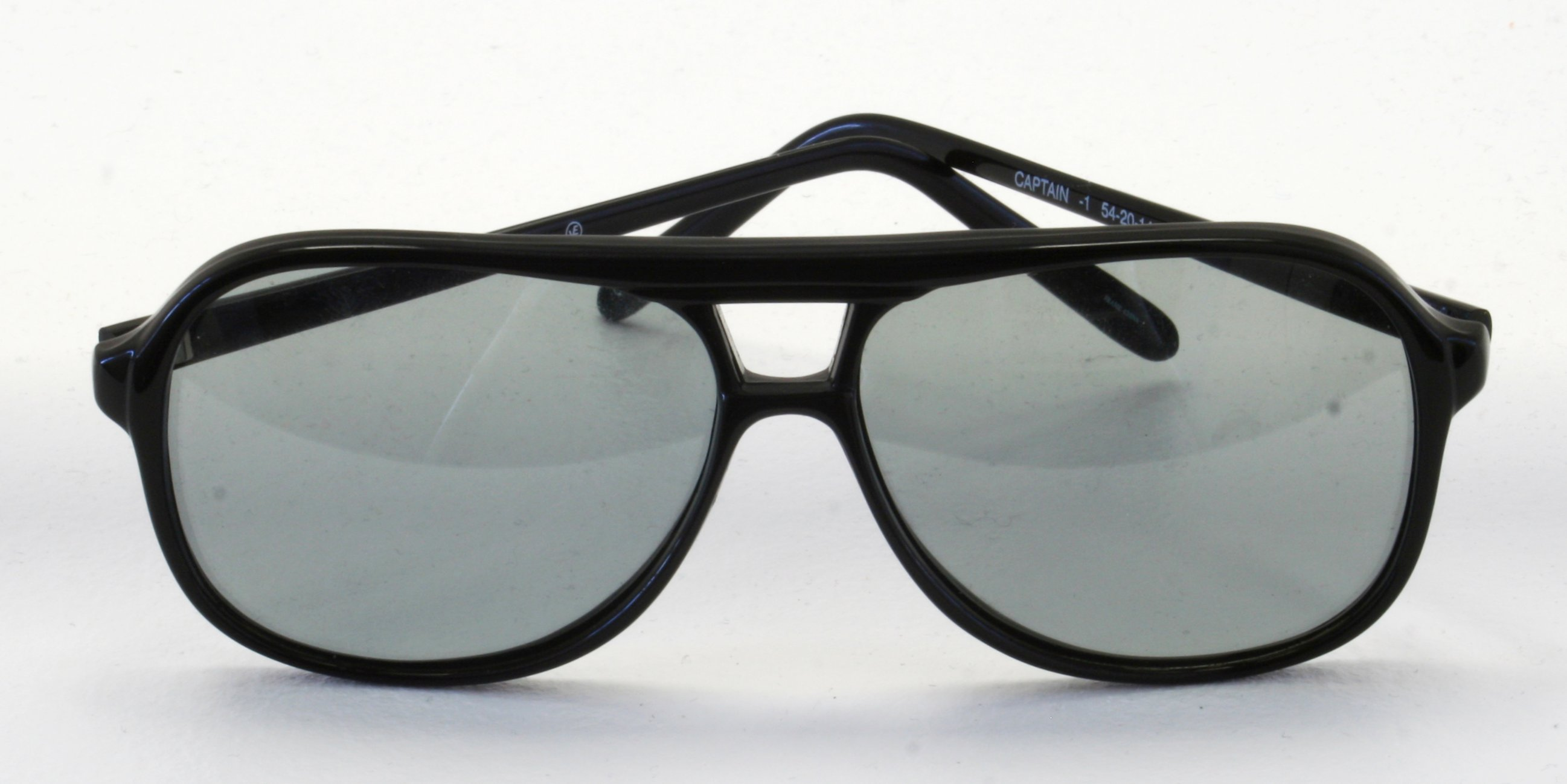
Cirkulärt polariserade glasögon

En modernare variant bygger på att glasögonens linser (och filter framför projektorn) innehåller polariserande filter, minimala raster, som har olika vinklar för de olika ögonen. Effekten är klart överlägsen, men systemet kräver att man har en speciell bildskärm eller projektor. Vidare kräver metoden att betraktaren håller huvudet rakt så glasögonens polarisering och bildskärmens eller projektorns polarisering har samma vinkel. Blir vinkeln fel börjar den "rätta" bilden bli mörkare medan den "felaktiga" bilden börjar läcka igenom.

#### "Shutter glasses"

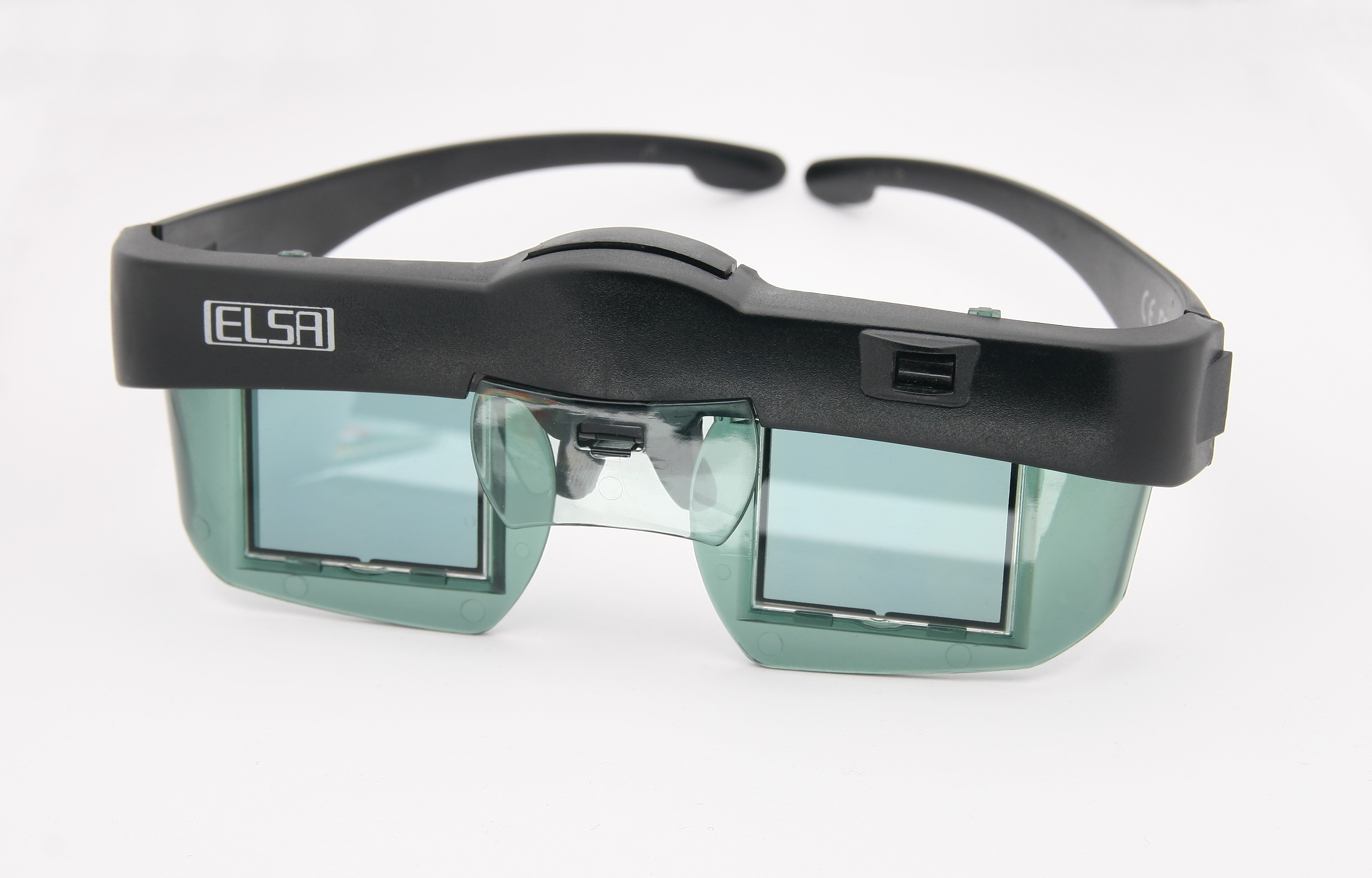
ELSA Revelator glasögon, "shutter glasses", till NVidia-baserade grafikkort.

En annan variant är att bildskärmen eller projektorn växlar mellan en bild för höger- och vänsterögat fortare än vad ögat kan uppfatta, samtidigt som betraktaren har på sig glasögon som skymmer sikten för höger öga när vänsterbilden visas och vice versa.

### Autostereoskopi
Autostereoskopisk 3-D är 3-D som inte kräver några glasögon. Det finns ett antal tekniker att använda för detta. En av de vanligare bygger på lentikulär teknik, vilken fungerar precis som de linjaler som man kunde vicka på för att se olika bilder.

## Fotograferingstekniker
Det finns flera olika sätt att framställa stereobilder. De flesta går ut på att man tar två fotografier förskjutna från varandra i horisontalled med ett avstånd som motsvarar avståndet mellan ögonen. Djupintrycket kan undertryckas eller förstärkas genom att man minskar respektive ökar avståndet mellan de två bilderna. Man kan även använda objektivtillsatser med två färgfilter som resulterar i att man får en anaglyfisk bild direkt.

### Vanlig kamera
Med en vanlig kamera kan man ta två bilder, antingen för hand eller med kameran på ett stativ som man flyttar mellan bilderna. Man kan också ta bilderna med var sitt färgfilter för att få två bilder som man kan lägga ihop till en anaglyfisk bild. Metoden medför att det inte är helt lätt att sätta ihop bilderna för stereobetraktning.

### Vanlig kamera och stereosläde
Om man använder ett stativ och en stereosläde kommer man nästan helt ifrån problemet med att man måste passa ihop bilderna för att få en betraktningsbar stereobild.  En stereosläde är i sitt enklaste utförande en träskena med en stativgänga och en kloss med en stativskruv man fäster kameran i. Man kan även med denna metod använda två färgfilter för att få ett anaglyfiskt bildpar.

### Två vanliga kameror
Man kan även använda två vanliga kameror, antingen på var sitt stativ eller tillsammans på en skena. Metoden används ofta tillsammans med en fjärrutlösare som utlöser bägge kamerorna. Även denna metod är lämplig att fotografera rörliga objekt med. Även här kan anaglyfiska filter användas.

### Stereokamera med två objektiv
Det finns även stereokameror speciellt avsedda för att ta stereobilder med. Utmärkande för dem är att de i regel har två objektiv som resulterar i var sin exponering. Stereokameror har funnits i flera format allt från storformat till småbildsformat och idag finns de även som digitalkameror. Även denna metod är lämplig att fotografera rörliga objekt med.

## Fotogrammetri
Genom fotogrammetri, mätning ur bilder, kan man ur stereobilder göra noggranna mätningar. Några av förutsättningarna är att man känner till kamerans geometriska egenskaper och brister, samt att avståndet mellan bilderna är tillräckligt långt. Man eftersträvar i regel en övertäckning på 60%, vilket innebär att en bild täcker 60% av bilden bredvid så att bildens mitt ligger litet innanför kanten på bilden bredvid.
En teknisk tillämpning av fotogrammetri är belastningsprov inom bygg- och anläggningsbranschen. En bro kan till exempel fotograferas före och under provbelastning. Genom mätning i stereoskop av denna (i princip) stereobild, kan deformationen av bron uppmätas och krafterna på brons olika delar beräknas. En annan tillämpning av fotogrammetri är stereokartering, då Lantmäteriet i princip använder stereofotografering från luften som underlag för framställning av kartor.